# Septembre 1998
- Économie : accord entre les Bourses de Londres et de Francfort pour former une place financière européenne.
- Économie : krach de toutes les places boursières (fin septembre début octobre).

## 2 septembre
- Colombie : dévaluation du peso colombien.
- Canada : Crash du vol Swissair 111 au large d'Halifax.

## 3 septembre
- Afghanistan : graves incidents entre l'Iran et l'Afghanistan, des diplomates et un journaliste iraniens ont été tués en août par les Talibans dans l'ouest de l'Afghanistan, l'Iran mobilise son armée à la frontière.

## 4 septembre
- États-Unis : Fondation de Google.

## 5 septembre
- Corée du Nord : Kim Yong-nam est élu président de l'Assemblée populaire suprême.

## 6 septembre
Apparition de la série pour enfants : Oggy et les cafards.

## 8 septembre
- Cambodge : après quatorze jours d'inhabituelle patience, le gouvernement utilise la force publique pour disperser les manifestants de l'opposition, qui campaient place de la Démocratie à Phnom Penh, dans un « sit-in » ininterrompu devant l'Assemblée nationale.

## 9 septembre
- États-Unis : le procureur Kenneth Starr livre 36 cartons de documents, résultats de son enquête sur la liaison entre le président Bill Clinton, et une obscure stagiaire de la Maison-Blanche, Monica Lewinsky.

## 11 septembre
- États-Unis : diffusion sur Internet du rapport sur l'affaire Monica Lewinsky.
- Russie : la Douma accepte la nomination d'Evgueni Primakov au poste de premier ministre en Russie.
- Écosse : les écossais approuvent à 74 % la création d'un Parlement régional doté de pouvoirs en matière fiscale.
- Colombie : mise en place du général Dimitri a la tête des services de renseignement colombien C.I.I.C. (Centre d'Information Interne Colombien).

## 13 septembre
- Malaisie : manifestations en faveur du vice-premier ministre destitué Anwar Ibrahim et contre Mahathir Mohamad.
- Formule 1 : Grand Prix automobile d'Italie.

## 14 septembre
- Vatican : publication de l'encyclique Fides et Ratio.
- Équateur : dévaluation de 15 % de la monnaie nationale, le « sucre ».

## 16 septembre
- Pays basque : l'ETA décrète une trêve unilatérale et illimitée.

## 18 septembre
- France : à Nîmes (France, département du Gard), alternative de Julián López Escobar dit « El Juli », matador espagnol.

## 23 septembre
- Kosovo : le conseil de sécurité de l'ONU exige le retrait des forces serbes du Kosovo et l'ouverture de négociations.
- États-Unis : la Federal Reserve Bank de New York organise dans l'urgence le sauvetage du hedge fund Long Term Capital Management, détenteur de plus de 100 milliards de dollars de positions sur les marchés obligataires, en quasi-faillite.

## 24 septembre
- France, à Lyon, première greffe complète d'un avant-bras, sur Clint Hallam, un Néo-Zélandais de 48 ans, amputé de la main droite. Cette première mondiale est réalisée à l'hôpital Édouard-Herriot par l'équipe du professeur Jean-Michel Dubernard.

## 27 septembre
- Allemagne : défaite de la CDU (35 %) du chancelier Helmut Kohl, au pouvoir depuis 16 ans, lors des élections législatives. Gerhard Schröder forme au nom du SPD (41 %) une coalition de gouvernement avec les Verts.
- Création du moteur de recherches Google à Menlo Park par Larry Page et Sergey Brin.
- Formule 1 : Grand Prix automobile du Luxembourg.

## 30 septembre
- Sortie du film Il faut sauver le soldat Ryan de Steven Spielberg

## Naissances
- 3 septembre : Amanda Cerna, athlète handisport chilienne.
- 14 septembre :
  - Nicolás Capaldo, footballeur argentin.
  - Akim Djaha, footballeur international comorien.
- 18 septembre :
  - Théo Fernandez, acteur français.
- 21 septembre : Tadej Pogačar, coureur cycliste slovène.
- 22 septembre : 
  - Maëlle Philippe, athlète française.